# Hellmuth von Mücke

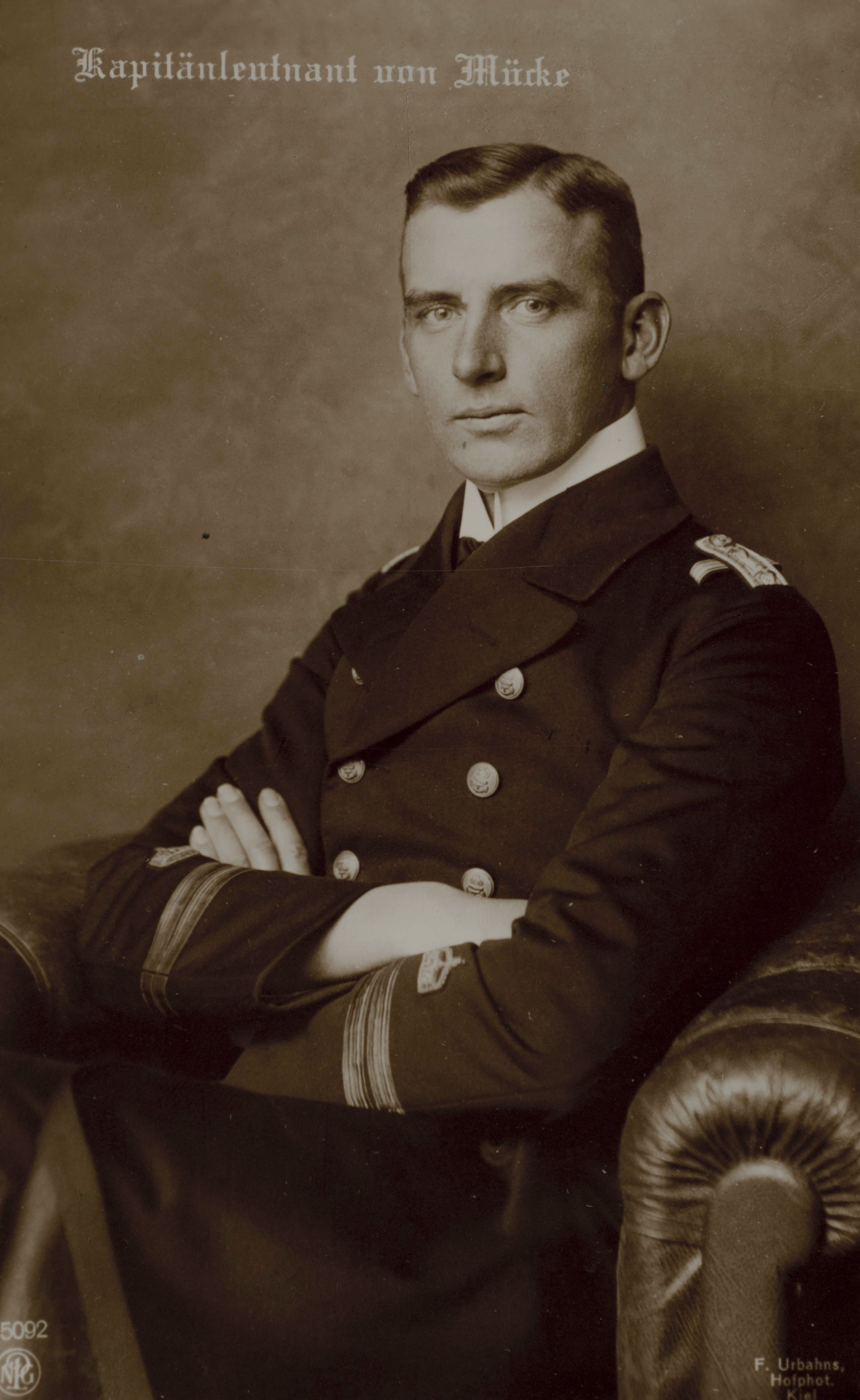
Kapitänleutnant Hellmuth von Mücke (1914/8)

Hellmuth von Mücke (* 25. Juni 1881 in Zwickau; † 30. Juli 1957 in Ahrensburg) war Offizier der Kaiserlichen Marine. Er wurde bekannt als Führer einer kleinen Gruppe deutscher Matrosen, die sich während des Ersten Weltkriegs vom Indischen Ozean nach Deutschland durchschlug. Während der Zeit der Weimarer Republik betätigte er sich als Politiker für die NSDAP und als Schriftsteller. Nachdem er wegen nationalbolschewistischer Ideen während der Zeit des Nationalsozialismus verfemt wurde, setzte er sich in der jungen Bundesrepublik vehement gegen die Wiederbewaffnung ein.

## Leben

### Ausbildung und Erster Weltkrieg
Von Mücke entstammte einer Nebenlinie des Briefadelsgeschlechts von Mücke zu Niederrennersdorf in der Oberlausitz. Geboren wurde er in Zwickau als Sohn von Luise Alberti und dem Beamten Curt von Mücke, der bereits 1886 verstarb. Sein Großvater väterlicherseits war der sächsische Jurist Alexander Eduard von Mücke. Mücke besuchte ein Gymnasium in Dresden und trat im April 1900 als Seekadett in die Kaiserliche Marine ein.
Bei Ausbruch des Ersten Weltkrieges war er Kapitänleutnant (seit 20. April 1910) und Erster Offizier an Bord des Kleinen Kreuzers Emden im deutschen Ostasien-Geschwader. Die Emden war mit dem Rest des Geschwaders in Tsingtau stationiert. Der Kommandeur Maximilian von Spee erkannte, dass der deutsche Stützpunkt Tsingtau nicht zu halten sein würde, und beschloss daher, Richtung Südamerika auszulaufen, um nach Deutschland zu fahren. Die Emden sollte diesen Abzug decken, indem sie durch Handelskrieg den britischen Nachschub stören und britische Kampfverbände auf sich ziehen sollte.
Bis Ende 1914 verliefen die Kaperfahrten erfolgreich. Für den 9. November 1914 war ein Treffen mit dem Versorgungsschiff Buresk geplant, das bei Direction Island (Kokosinseln) stattfinden sollte. Auch sollte eine auf der Insel befindliche Funkstation ausgeschaltet werden. Zu diesem Zweck landete von Mücke mit einem Landungszug von insgesamt 50 Mann, die mit Gewehren, Pistolen und vier Maschinengewehren bewaffnet waren. Die Operation verlief ohne Zwischenfälle, die Station konnte jedoch noch einen Notruf absetzen. Dieser wurde von einem zufällig in der Nähe fahrenden australischen Truppentransport-Konvoi aufgefangen, der daraufhin ihren Leichten Kreuzer Sydney zur Aufklärung entsandte. Die Sydney wurde zwar von der Emden gesichtet, jedoch ging die Besatzung zunächst davon aus, dass es sich um einen Versorger, die Buresk handele. Bei dem anschließenden Gefecht trug die Sydney mit ihrer überlegenen Bewaffnung den Sieg davon. Die größere Reichweite der Geschütze der Sydney machte es möglich, die Emden außer Gefecht zu setzen, ohne selbst erheblichen Schaden zu nehmen. Während die überlebenden Besatzungsmitglieder der Emden in britische Gefangenschaft gingen, saß von Mückes Kommando auf Direction Island fest. Er war entschlossen, seine Männer nicht in Gefangenschaft gehen zu lassen und beschlagnahmte daher den zufällig vor der Insel liegenden, bereits außer Dienst gestellten Dreimast-Schoner Ayesha, um auf deutsches Gebiet zurückzukehren.

### Kommando des Emden-Landungszuges
Nach der Beschlagnahmung der Ayesha versorgte die englische Besatzung der Funkstation ihn mit Lebensmitteln, konnte aber unbemerkt die Dichtungen der Seeventile des Seglers entfernen, so dass das Schiff ständig Wasser machte und die Lenzpumpen nicht einwandfrei funktionierten. Dadurch war eine längere Fahrt unmöglich. Von Mücke steuerte zunächst Sumatra an, es schien nach wenigen Tagen jedoch so, als sei selbst dieses Vorhaben zum Scheitern verurteilt. Das Schiff war nicht nur durch die Sabotage der Briten undicht; obendrein konnten die vier Trinkwassertanks nicht gereinigt werden, so dass drei von ihnen faulten und daher unbrauchbar waren. Erschwerend kam die Flaute auf See hinzu. Trotz allem erreichte von Mückes Trupp am 13. oder 14. Dezember 1914 Padang. Da Indonesien als Kolonialbesitz zu den Niederlanden gehörte, die im Krieg neutral waren, musste von Mücke binnen 24 Stunden wieder auslaufen. Es gelang ihm, über den deutschen Konsul ein Treffen mit dem deutschen Frachter Choising zu vereinbaren. Am 14. Dezember setzte die Mannschaft auf den Frachter über und versenkte die Ayesha.
Von Mücke hatte in Padang erfahren, dass Deutschland mit dem Osmanischen Reich verbündet war, und versuchte daher, über Arabien und die Türkei nach Deutschland zurückzukehren. Da das Rote Meer von alliierten Kriegsschiffen kontrolliert wurde, liefen sie Hodeidah (heute im Jemen) an und gingen dort unbemerkt an Land.
Von Mückes Ziel war die Hedschas-Bahn, die Anfang des 20. Jahrhunderts gebaut worden war und Arabien von Norden nach Süden verbinden sollte. In Houdaidah angekommen, erfuhr er jedoch, dass die Vollendung des letzten Teilstückes in den Wirren der Araberaufstände im Osmanischen Reich abgebrochen worden war. Er beschloss daher, über Land nach Sanaa zu marschieren. Dort angekommen erfuhr er jedoch nur wenig Unterstützung von den türkischen Statthaltern. Der türkische Militärgouverneur erhoffte sich von den deutschen Soldaten Hilfe gegen die aufständischen Araber und blockierte zwei Monate die Weiterreise. Nachdem von Mücke das Insistieren des türkischen Gouverneurs mehrfach zurückgewiesen hatte, trat seine Mannschaft den Rückweg nach Hodeidah an.

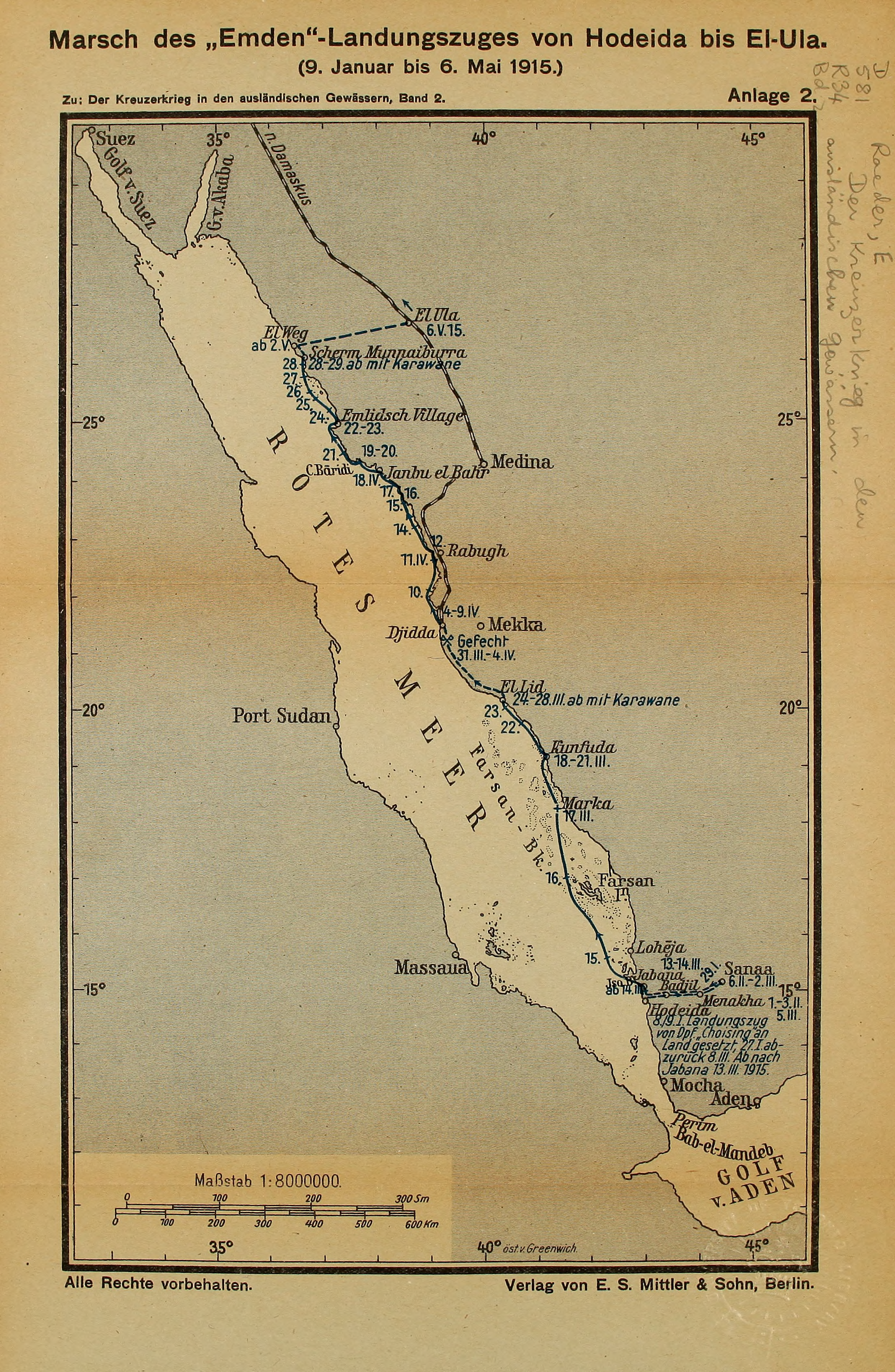
Marsch des Emden-Landungszuges von Hodeida bis El-Ula (9. Januar bis 6. Mai 1915)

Dort organisierte von Mücke zwei Daus, mit denen sie das Rote Meer nordwärts segelten. Um Begegnungen mit feindlichen Kampfschiffen zu entgehen, fuhren die beiden Boote durch Korallenriffe entlang der Küste. Die größere und schwerere der beiden Daus lief auf eines der Riffe auf und sank. Die gesamte Besatzung konnte auf das kleinere Boot gerettet werden, welches, mit 70 Mann besetzt, am 18. März 1915 die Region von Dschidda erreichte, wo von Mücke an Land ging. Er lernte einen ehemaligen türkischen General kennen, der angesichts der Araberaufstände um seinen Besitz fürchtete und sich dem Marsch der deutschen Matrosen anschloss. Es wurden Kamele und Treiber organisiert, und schließlich brach die Karawane Richtung Mekka auf.
Von Mücke hatte nach wie vor die Hedschasbahn als Ziel vor Augen. Ein überraschender Beduinenangriff am 1. April 1915 konnte mit den mitgeführten Maschinengewehren zunächst abgewehrt werden, aber drei seiner Leute starben im Kugelhagel der Beduinen. Die angreifenden Beduinen beendeten ihren Angriff zunächst. Nach weiteren drei Tagen in der Stellung war das Wasser aufgebraucht und die Lebensmittelvorräte fast am Ende. Zwei Unterhändler, darunter ein europäisch gekleideter, erschienen mit einer weißen Fahne. Abdullah, der Sohn des Emirs von Mekka, bot seinen Schutz an. Von Mücke ging auf das Angebot ein, wurde aber zunehmend vom Gefühl erfasst, dass die Deutschen eher als Gefangene denn als Gäste betrachtet wurden. Daher traf er Fluchtvorbereitungen. Als der Sohn des Emirs für eine kurze Zeit in Mekka weilte, gingen die Emdenfahrer an Bord einer Dau und segelten die Küste in Richtung Norden entlang.

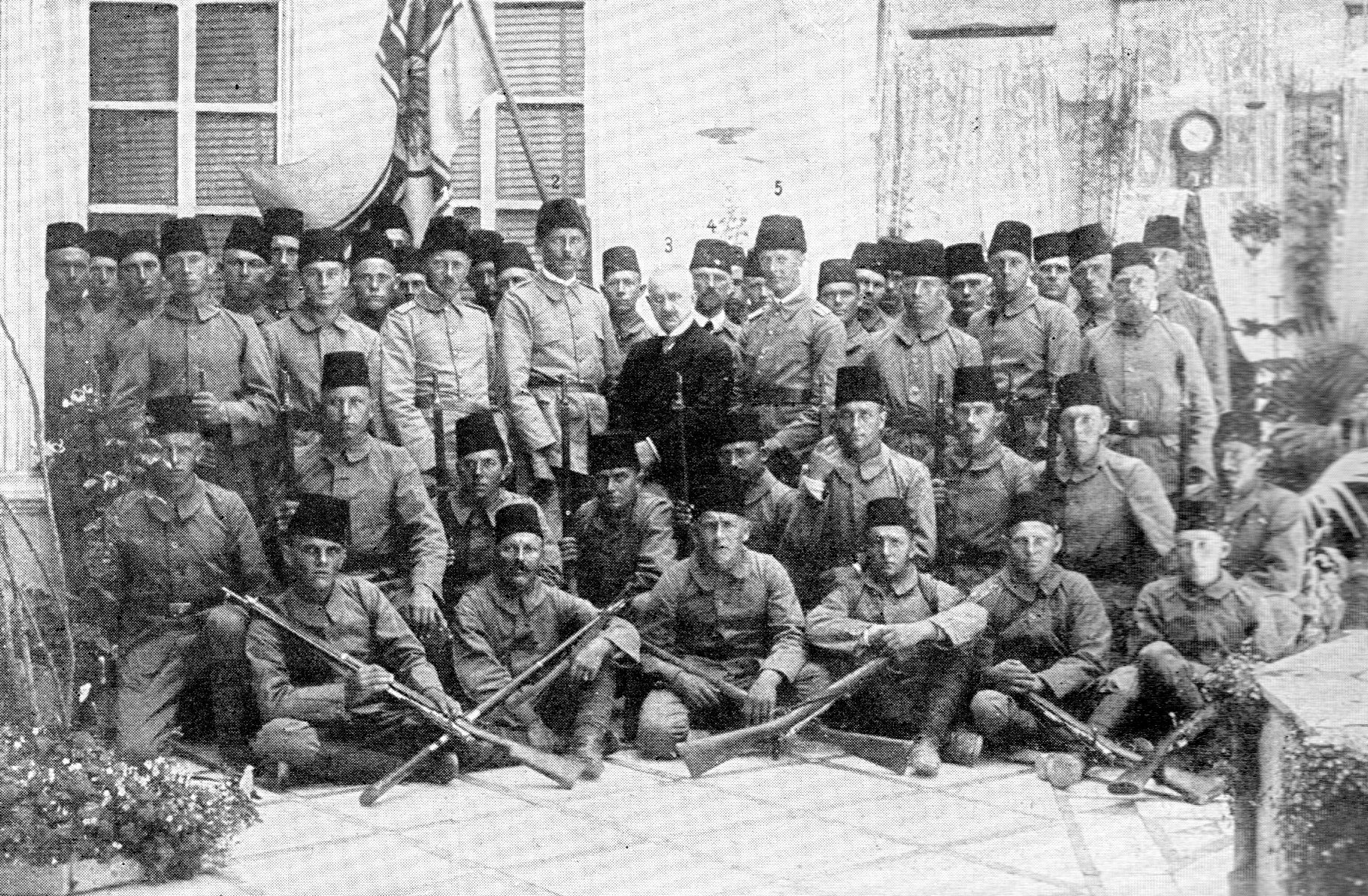
Besatzungsmitglieder von SMS Ayesha im Garten des Kaiserlichen Konsulats in Damaskus am 11. Mai 1915. Nummer 2 von Mücke

Am 29. April 1915 ging die Mannschaft am Nordende des Roten Meeres wieder an Land, nach wie vor auf der Suche nach der Hedschasbahn. Nach einigen Tagen Marsch war der Glaube an die Existenz dieser Bahn weitgehend verblasst, lediglich von Mücke hielt am Ziel fest. Am 7. Mai erreichte die Truppe dann tatsächlich die Bahnlinie. Ihr weiterer Weg führte sie mit dem Zug durch Syrien nach Konstantinopel. In der Zwischenzeit war der Landungszug berühmt geworden, und in jedem Bahnhof gab es festliche Empfänge mit den lokalen Würdenträgern. Am 23. Mai 1915 trafen die Überlebenden (sechs Mann waren unterwegs gestorben oder gefallen) in Konstantinopel ein.
Kapitänleutnant von Mücke, dessen erstes eigenes Kommando der Landungstrupp war, meldete seine Männer bei dem deutschen Marinebefehlshaber in Konstantinopel mit den Worten: „Euer Exzellenz, melde gehorsamst, Landungszug SMS Emden in Stärke von 5 Offizieren, 7 Unteroffizieren und 37 Mann zur Stelle!“. Damit gelang ihm mit seinen Soldaten der Anschluss an die eigenen Linien, im Gegensatz zu Teilen der Besatzung der Tsingtau unter Kapitänleutnant Erwin von Moeller, die Ende Mai oder Anfang Juni 1916 nördlich von Dschidda von Arabern überfallen und getötet wurden. Die Männer des Landungstrupps waren somit die einzigen Mitglieder des Ostasien-Geschwaders, die vor Kriegsende ihre Heimat erreichten.
Nach den obligatorischen Ehrenempfängen und Zeremonien wurden die Mitglieder des Landungszuges auf verschiedene Fronten verteilt. Etwa die Hälfte von ihnen fiel in kurzer Zeit, was zu von Mückes späteren pazifistischen Ansichten beitrug. Zunächst diente er jedoch weiterhin beim Militär, 1916 als Führer der Flussabteilung auf dem Euphrat, 1917 als Chef der deutschen Donau-Halbflottille. Bei Kriegsende schied er im Rang eines Korvettenkapitäns aus der Marine aus.

### Weimarer Republik

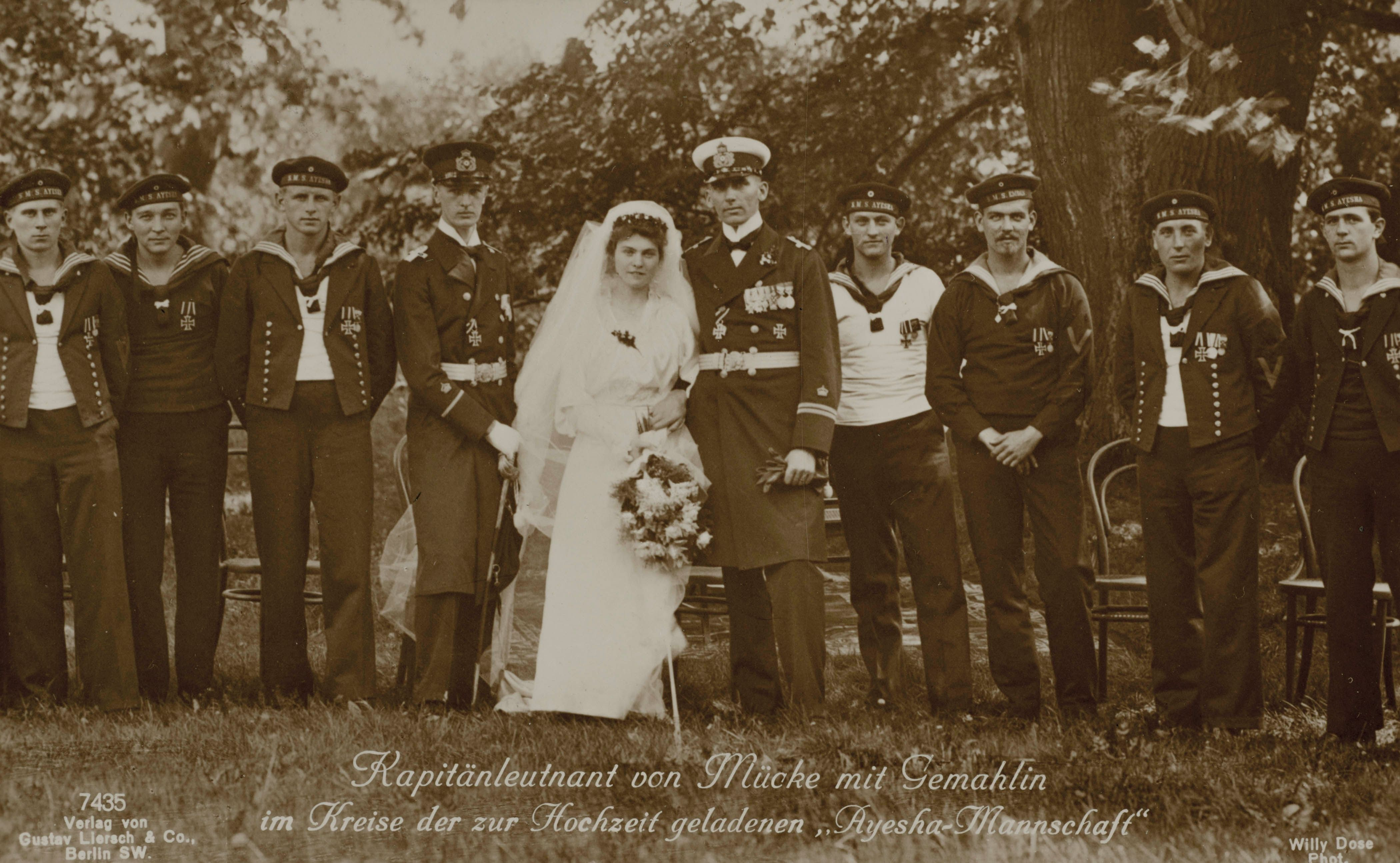
Hochzeit von Hellmuth von Mücke und Carla Finke mit der Mannschaft der Ayesha (1915)

Von Mücke heiratete im Jahr 1915 Carla Fincke (* 1894) und hatte mit ihr sechs Kinder (Kurt Helmut (* 1918), Ursula (* 1920), Ortrud (* 1922), Helga (* 1925), Dirk (* 1930) und Björn (* 1938)). Vor ihm verstarben Ursula ( 1936) und Hellmuth ( 1943). 1922 zog die Familie nach Dresden, wo Hellmuth von Mücke für die NSDAP Aufbauarbeit leistete. Für diese wurde er zusammen mit Fritz Tittmann 1926 in den Sächsischen Landtag gewählt. 1927 legte er sein Landtagsmandat nieder, weil er mit der Reaktion desselben nach einer Hochwasserkatastrophe im Müglitz- und Gottleuba-Tal unzufrieden war. Er trat 1929 aus der NSDAP aus, nach einem Konflikt um die Aufnahme von Manfred von Killinger in die NSDAP und einem Skandal um ein Bündnisangebot, dass er KPD und SPD unterbreitet hatte. Nach seinem Austritt bezichtigte von Mücke Martin Mutschmann, dass er mit Geldmitteln Einfluss auf die NSDAP bis hin zum Parteiführer Hitler nehme. In SPD-Kreisen wurde von Mücke daraufhin als „Wissender“ (Whistleblower) des Innenlebens der NSDAP gehandelt.
Er zog mit seiner Familie nach Wyk auf der Nordseeinsel Föhr um und wandte sich der Schriftstellerei sowie nationalbolschewistischen Ideen zu. Von Mücke sprach auch auf der ersten Großveranstaltung des Deutschlandbundes im Berliner Sportpalast am 18. Dezember 1930. In seinen Lebenserinnerungen schrieb Arnold Brecht: „Kapitänleutnant v. Mücke hielt die Hauptrede mit solcher Leidenschaft und Überzeugung, dass die Versammlung ein starkes Echo fand. In den folgenden zwei Monaten sprach er unter der Ägide des Deutschlandbundes auch in Hannover, Hamburg, Kiel, Flensburg, Rostock, Stettin, Breslau, Dresden, Leipzig und anderen Städten mit ähnlichem Erfolg. Seine Popularität vereitelte Sprengungsversuche. Später übernahm anstelle des Deutschlandbundes das Reichsbanner Schwarz-Rot-Gold die Patenschaft für von Mückes Auftreten an noch weiteren Orten und sorgte für den Saalschutz.“

### Drittes Reich
Im Dritten Reich führten von Mückes nationalbolschewistische Schriften nach der Machtübernahme 1933 zu einem Schreib- und Redeverbot. Durch die fehlenden Einnahmen ließ sich das Haus auf der Insel Föhr nicht mehr halten und wurde 1934 zwangsversteigert. Die Familie zog erst nach Bad Schwartau, 1936 nach Kellinghusen, wo sie von Mückes Pension lebte. Nach einer Erbschaft konnte die Familie 1940 ein Haus in Ahrensburg erwerben. In den Jahren 1937 und 1938 kam Mücke zweimal kurzzeitig in Haft. Zum Lebensunterhalt widmete er sich Handbüchern über Deichbau und Küstenschutz. Sein Vorhaben, nach Griechenland oder Chile zu emigrieren, wurde mit der Begründung abgelehnt, sein Wirken im Ausland sei unerwünscht. Auch seine freiwillige Meldung zum Kampfeinsatz bei der Kriegsmarine 1939 wurde abschlägig beschieden, weil er als politisch unzuverlässig galt.

### Nach dem Zweiten Weltkrieg
Von Mücke wurde 1948 als Verfolgter des Nazi-Regimes anerkannt. Eine Entschädigung erhielt er allerdings nicht zugesprochen. Von Mücke engagierte sich mit politischen Streitschriften gegen die Wiederbewaffnung der Bundesrepublik. Er trat der Vereinigung der Verfolgten des Naziregimes bei und unterstützte auch kommunistisch-pazifistische Organisationen, so nahm er auch am 14. November 1950 an der 6. Tagung des Nationalrats der Nationalen Front des demokratischen Deutschlands in Ost-Berlin teil und trat dort als Diskussionsteilnehmer auf und war Mitglied der nationalrevolutionären Kleinpartei Bund der Deutschen. Er sah die Bevölkerung der Bundesrepublik und der DDR als „Kanonenfutter“ im Falle eines bewaffneten Konfliktes zwischen den USA und der UdSSR.

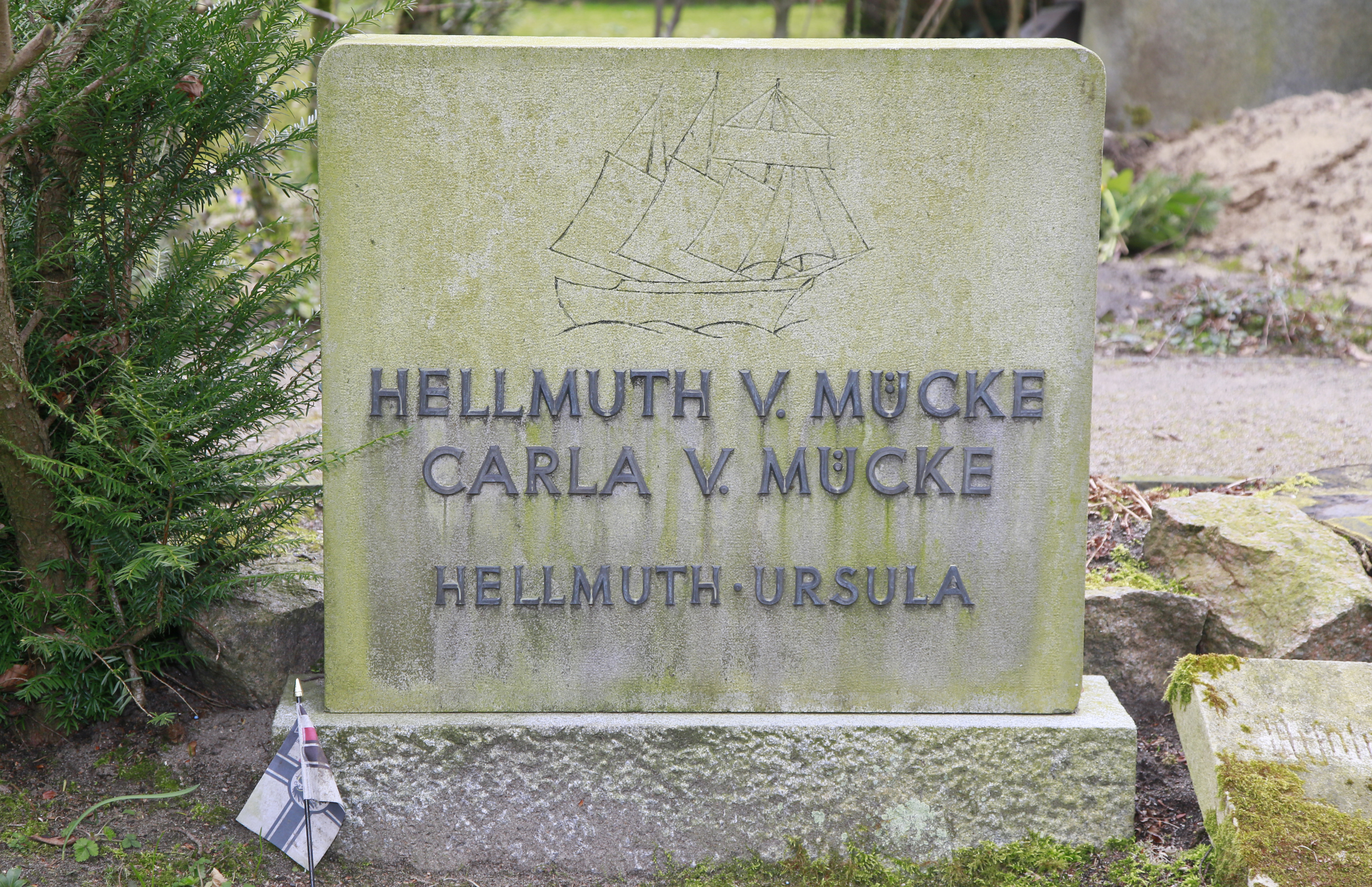
Grabstein der Familie Hellmuth und Carla von Mücke.

Wegen seiner Teilhabe an kommunistischen Organisationen und Veranstaltungen wurde von Mücke Anfang 1957 vom 6. Strafsenat des Bundesgerichtshofes vorgeladen. Mücke weigerte sich, der Vorladung Folge zu leisten. Daher wurde ein Disziplinarverfahren eingeleitet, um ihm die Pension des Korvettenkapitäns a. D. abzuerkennen, ferner wurde er verpflichtet, einen Psychiater zu konsultieren. Von Mücke starb noch vor dem Verfahren am 30. Juli 1957 im Alter von 76 Jahren an Herzversagen. Seine letzte Ruhestätte fand er auf dem Friedhof in Ahrensburg.

## Publikationen
- Emden. Verlag August Scherl, Berlin 1915. (Digitalisat einer 1917 in den USA verlegten, deutschsprachigen Ausgabe: archive.org), englischsprachige Übersetzung »The “Emden”«, Ritter und Flebbe, Boston, Massachusetts 1917 (Digitalisat: archive.org)
- Ayesha. Verlag August Scherl, Berlin 1915. (Digitalisat: archive.org), neubearbeitet und erweitert bei Scherl, Berlin 1926, englischsprachige Übersetzung, Ritter und Flebbe, Boston, Massachusetts 1917
- Linie. Rückblicke persönlicher und politischer Art auf das letzte Jahrzwölft der Republik. Band 1: Revolution, Nationalsozialismus und Bürgertum. Edelgarten-Verlag Horst Posern, Beuern/Hessen 1931.
- The Emden-Ayesha Adventure: German Raiders in the South Seas and Beyond 1915. übersetzt von J.H. Klein. Naval Institute Press, Annapolis, Maryland 2000, ISBN 1-55750-873-9.